# 聖安娜市 (安索阿特吉州)

9°18′23″N 64°39′46″W / 9.3065°N 64.6629°W
聖安娜市（西班牙語：Municipio Santa Ana），是委內瑞拉的一個市，位於該國東北部安索阿特吉州，始建於1735年，面積1,184平方公里，2007年人口10,919，人口密度為每平方公里9.2人。